# María Angélica Álvarez Icaza
María Angélica Álvarez Icaza (17 de diciembre de 1887, Ciudad de México - 12 de julio de 1977, ibídem) fue una religiosa mística mexicana, de la orden de la visitación de Santa María, Sierva de Dios y en proceso de beatificación, conocida por escribir y difundir escritos místicos y sus experiencias místicas. Su nombre original era María Concepción.     

## Primeros años
Sus padres fueron Ignacio Álvarez Icaza y Carolina Icaza y Cossío. Fue la quinta de 10 hijos de una familia acomodada donde su padre poseía haciendas, servidumbre y fortuna. Fue bautizada el 10 de enero de 1888 e hizo su Primera Comunión en la iglesia concepcionista de Balvanera, donde pidió al Señor “ser santa” y se ofreció como víctima del amor por los pecados de los hombres. A los 9 años murió su madre y fue enviada con una tía, misma que decidió que fuera educada por institutrices. A los 15 años, rechazó el amor de un joven y a los 17 le hizo saber a su familia que deseaba ser religiosa.

## En la congregación
A los 17 años, el 8 de enero de 1905 ingresó a la Orden de la “Visitación de Santa María” en Morelia, Michoacán. El 23 de junio vistió los hábitos y cambió de nombre; un año después hizo su profesión perpetua, el 26 de junio de 1906.
María Angélica, definía para sí misma su misión evangélica bajo tres aspectos: 1) escribir y difundir escritos místicos y canciones del amor divino a todo el mundo, 2) vivir experiencias místicas a partir de la experiencia de su corazón, siendo víctima de amor y expiación por los pecados de los hombres y 3) ser vivo retrato de Cristo.
Por motivos de la Revolución Mexicana, se fue a España. Dedicó su vida entera a pedir la salvación de su querido México. Soñaba con que viniera el Reino Social de Cristo a México, en sus escuelas, su gobierno, sus leyes, su constitución, en todo. Le dijo a Dios: “No descansaré ni viva, ni muerta, hasta que caigan estas leyes impías. Ya puedes tenerme paciencia porque ni viva, ni muerta he de descansar de rogarte  porque suceda esto y eso aun cuando sea después de 100, 200 0 300  años. No nos cansaremos de pedirte”. Se quedó allá después por la primera y segunda guerra cristera en México, aunque la alcanzó la persecución de los cristianos en la Guerra Civil Española. En 1940, por motivos internos del Monasterio, fue al puerto de Santa María en Cádiz. La comunidad enfrentó problemas económicos y María Angélica tuvo una crisis espiritual. Se desempeñó como asistente, ayudante de la portería, encargada del cuarto de labores y provisora. A partir de 1941 fue nombrada Maestra de Novicias.
En junio de 1948, después de estar 32 años en España, regresó a México como Superiora para fundar un monasterio en la Ciudad de México; así, el 23 de diciembre, la comunidad se trasladó a Mixcoac, en Ciudad de México. Fue designada superiora del monasterio de la Visitación en Ciudad de México. Cuatro años después fue nombrada Presidenta Federal de la congregación por la Santa Sede en Roma, por lo que tuvo que viajar a Francia tanto a Annecy como a Paray del Monial. Revisó la constitución de la Orden de acuerdo con las nuevas directrices del Concilio Vaticano II.

## Guerra, destierro y persecución a los cristianos
Debido al inicio de la Revolución Mexicana, María Angélica partió el 26 de febrero de 1916, a refugiarse en Madrid, España. Diez años después y estando en España, en 1926, se inició México la primera Guerra Cristera. Su hermana quien también era religiosa y que vivía en México, se refugió en Estados Unidos. La persecución a los cristianos llegó a España a través de la Guerra Civil Española que ensangrentó los campos de todo el país quemando iglesias y conventos, y el 3 de junio de 1933, se sometía a la Iglesia al poder civil. Martirizaron a miles de cristianos entre ellos a 7 hermanas de su congregación.

## Experiencias místicas
Desde 1915 y hasta 1956, en abundante correspondencia a su confesor y guía espiritual, el Padre Luis María Martínez y Rodríguez a quien conoció en Morelia en el curso de la revolución carrancista, relató una serie de hechos fuera de lo tradicional, quien primero solo era sacerdote, luego fue designado obispo y después sería nombrado Arzobispo de México. Cuando conoció a Luis María Martínez, cada lunes se confesaba con él y “él se limitaba a escuchar y aprobar lo que oía, tal vez porque eran cuestiones demasiado elevadas y aún desconocidas para él.” Posteriormente éste sacerdote calificó a Álvarez Icaza como Sacerdotisa y no como contraposición tradicional de la iglesia, sino como consecuencia del amor a Cristo.

### Martirio de Amor
A los pocos meses de haberse iniciado en la congregación, se unió a las fieles discípulas del Sagrado Corazón de Jesús, el Sacerdote Eterno. Ahí experimentó la llamada “purificación pasiva del alma”, las cuales duraron por espacio de siete años, y que culminaron con la incomparable gracia del “matrimonio espiritual con Jesús”, siendo favorecida por la presencia sensible de Dios Padre, el Niño Jesús, la Virgen María y su Ángel Guardián y la Santísima Trinidad. En su ministerio, vivió un íntimo martirio de Amor. Ella, resaltó límpido, el carisma y la espiritualidad. El 20 de abril de 1914, celebró éstas gracias y así consecutivamente cada día 20 del mes, durante 63 años. Para 1914 era un alma mística e hizo constantes penitencias de sangre.

### Penitencias corporales.
Desde 1905, inició el uso de una faja áspera, con cerdas o púas que antiguamente se llevaba ceñida al cuerpo como penitencia o mortificación religiosa (cilicios). Los fines d la penitencia corporal, fueron los mismos que lo de Cristo en el Calvario> padecer por os otros, dado ejemplo del amor por el prójimo. En 1913, enfermó de gravedad y recibió los santos óleos estando en México; Angélica hacía penitencias de sangre pidiendo a Dios que no se notara exteriormente en su vida religiosa, para que fuera una más en la comunidad, silencio que duró 60 años. La Madre Álvarez Icaza realizaba penitencias corporales como lo afirma su Diario ya desde el 25 de marzo de 1917. En marzo de 1922 ya en España, enfermó de tuberculosis y en mayo, fue trasladada del Monasterio de Madrid al de Bonanza, en Sanlúcar de Barrameda, Cádiz, donde su Superiora le prohibió seguir escribiendo, incluso limitó sus lecturas. El desarrollo de esta enfermedad, juntamente con otras circunstancias dolorosas, nos lleva a advertir un cierto sentido sobrenatural en su conjunto, que el mismo médico de la comunidad constató. Ella vivió la enfermedad en su cuerpo y la preocupación en el alma en un ámbito profundamente espiritual; ella nunca rechazó el sufrimiento y en todo se sometió a la obediencia. Mientras seguía su vida ordinaria, hacia el año 1925 la tuberculosis todavía se consideraba no contagiosa, por lo que no fue aislada y a su vez, ella no dejó de recordar que Jesús era la razón de su vida, aunque fuera una época de gran soledad espiritual.
“Tal es mi miseria que aun después de haber recibido tantos y tales dones de Dios aún retrocedo ante el dolor. Me refiero a la acción de grabar sobre mi pecho con un hierro ardiendo el nombre de JHS. Sentía una extrema repugnancia y delante de Dios me avergonzaba de mi cobardía.  
Para 1927 y a finales de ese año, la tuberculosis en los huesos, se extendió a la columna vertebral. Un año después su enfermedad la obligó a permanecer en cama. Luego pudo utilizar un corsé para sostenerse.

### Gracia Eucarística
La “Gracia Eucarística”, a la que tuvo acceso, convirtió a la Madre María Angélica en "un retrato vivo de Cristo", como víctima y sacerdote, aspectos que estarán presentes en toda su vida, por lo cual adicionalmente tuvo varios malentendidos y dificultades que, hasta el proceso de su beatificación han causado polémica, y en su tiempo le causaban terribles mortificaciones y la gracia del martirio del amor.
"Serás la compañera amorosa del Prisionero del Tabernáculo, serás también su santuario viviente, serás más aun su misteriosa sacrificadora, es decir: una Eucaristía viviente. Tu vida eucarística profundamente oculta, con tu secreto silencio, con tus misteriosos dolores, con tu incomprensible amor". 
La madre María Marta, superiora en México de la Madre Angélica, relató que “ansiaba sufrir lo que Cristo sufrió,” y Dios le concedió ésa gracia; un día sintió como un rayo salió del corazón de Jesús y le traspasó el de ella. En 1948, enfermó y tuvo que ir a visitar a su sobrino cardiólogo, quien le hizo un electrocardiograma, y salió que tenía un infarto por lo que su sobrino le dijo que no podía vivir así. Madre Angélica comentó: 
“Soy como una persona con una flecha en su pecho; así que mi alma está profundamente herida por el Amor de su Amante, por una dulce amargura producida por este amor, sólo pienso en su herida, pero ella es tan dulce que no la cambiaría por ningún placer”.

### Experiencia sacerdotal
Estando con sus hermanas experimentó una sola vez, una transformación divina, es decir en Cristo mismo. Cristo se apoderó de su cuerpo y así, se levantó de la mesa, consagró pan y vino, usando la fórmula latina “Este es mi cuerpo”; comió y bebió los elementos consagrados. Luego confesó a Martínez: “Jesús me enseñó a consagrar”.
Murió a los 89 años de bronconeumonía y fue sepultada en el Panteón Español. Sus restos se encuentran actualmente en el Monasterio de la Visitación de Santa María de Mixcoac, Ciudad de México.

## Después de su muerte
Once años después de su muerte, el 31 de mayo de 1988 se inició el Proceso Diocesano de beatificación tanto de su vida, como sus escritos que terminó el 6 de febrero de 1994 y, el 2 de mayo de 1994 continuó con la Fase en Roma, en el cual siguen estudiándose los elementos requeridos por los teólogos de la Congregación para las Causas de los Santos.
Su cuerpo fue exhumado el 8 de mayo de 1985 y en análisis del mismo, se encontró en el esternón, un orificio de 5 milímetros delante del corazón “que no tiene explicación científica. no es congénito, tampoco pudo ser hecho normalmente durante la vida, porque hubiera supuesto la muerte de la persona y además el hueso tiende a regenerarse… y ahí por lo tanto hay que concluir que hay algo de Dios”. Esta perforación, hecha en vida, está sellada con tejido cortical que recubrió el orificio y no permitió al tejido esponjoso rellenar ese conducto, por el que pasaba lenta y constantemente la fuerza divina que hería y regalaba el corazón de la Sierva de Dios.

## Obra
- Más de 1,000 canciones al Señor Jesucristo.
- Diario espiritual.
- Memorias y cantos.
- Espiritualidad y Patria.
- Encantos de Amor Divino 1,2,3 y 4.
- San José, el humilde Carpintero de Nazaret.
- Cruzada de reparación sacerdotal.